# لیکتاون (یوتا)
لیکتاون (به انگلیسی: Laketown) شهری در ایالت یوتا کشور ایالات متحده آمریکا است که جمعیت آن در سرشماری سال ۲۰۱۰ میلادی، ۲۴۸ نفر بوده است.